# 合兴乡 (营山县)
合兴乡，是中华人民共和国四川省南充市营山县曾经下辖的一个乡。2019年10月，撤销合兴乡，将其所属行政区域划归柏林乡管辖。

## 行政区划
合兴乡撤销前下辖以下地区：
康宁村、红梁村、烽火村、糖房村、松花村、独立村、石槽村、海螺村、石马村和马项村。